# Enrique de Borja y Aragón
Enrique de Borja y Aragón (Gandía, 19 de dezembro de 1518 - Viterbo, 16 de setembro de 1540) foi um cardeal do século XVII.

## Biografia
Nasceu em Gandía em 19 de dezembro de 1518. Filho de Juan II de Borja y Enríquez, terceiro duque de Gandía, e de sua primeira esposa Juana de Aragón. Irmão de São Francisco de Borja y de Aragón, terceiro Superior-geral da Companhia de Jesus. Tio do Cardeal Rodrigo Luis de Borja y de Castre-Pinós (1536). Bisneto do Papa Alexandre VI.
Cavaleiro professo da Ordem de Montesa e comandante de Las Cuevas. Candidato ao cargo de Grão-Mestre da Ordem de Montesa, 1537; derrotado, seu rival deu-lhe o cargo de comendador prefeito , 1537-1540.
Eleito bispo de Squillace em 17 de dezembro de 1539; nomeado administrador até atingir a idade canônica de 27 anos; ele morreu antes de completar 22 anos.
Criado cardeal diácono no consistório de 19 de dezembro de 1539; recebeu o barrete vermelho e a diaconia de São Nereo ed Achilleo, em 31 de maio de 1540.
Morreu em Viterbo em 16 de setembro de 1540, de doença violenta e desconhecida. O papa recebeu a notícia de sua morte no dia seguinte e em 18 de setembro de 1540 seu corpo foi sepultado na sacristia da basílica patriarcal do Vaticano, Roma